# Рассоховка
Рассоховка (укр. Розсохівка), село,
Ковяжский поселковый совет,
Валковский район,
Харьковская область, Украина.
Код КОАТУУ — 6321255402. Население по переписи 2001 г. составляет 9 (3/6 м/ж) человек.

## Географическое положение
Село Рассоховка находится на берегу большого водохранилища (~37 га), которое образует безымянная река, приток реки Мжа.
На расстоянии в 2 км расположены сёла Трофимовка, Гузовка, Бараново и Мизяки.
В 5-и км находится г. Валки.
К селу примыкает большой лесной массив (дуб).
В 3-х км проходит железная дорога, станция Бараново.

## История
- 1667 — дата основания.
- В 1940 году, перед ВОВ, на хуторе Рассоховка, расположенном севернее, было 15 дворов.[2]
- В 1940 году, перед ВОВ, на хуторе Лагуховка, расположенном южнее, были 17 дворов.[1]
- В 1946 году Указом ПВС УССР хутор Рассоховка-Логоховка переименован в Рассоховку[3].